# Darłowo (gemeente)
De gemeente Darłowo is een landgemeente in het Poolse woiwodschap West-Pommeren, in powiat Sławieński.
De gemeente bestaat uit 31 administratieve plaatsen solectwo: Barzowice, Bobolin, Boryszewo, Bukowo Morskie, Cisowo, Dąbki, Dobiesław, Domasławice, Drozdowo, Gleźnowo, Jeżyce, Jeżyczki, Kopań, Kopnica, Kowalewice, Krupy, Nowy Jarosław, Palczewice, Pęciszewko, Porzecze, Rusko, Sińczyca, Słowino, Stary Jarosław, Sulimice, Wicie, Wiekowice, Wiekowo, Zakrzewo, Zielnowo en Żukowo Morskie.
Zetel van de gemeente is in de stad Darłowo, deze stad behoort echter niet tot de gemeente.
De gemeente beslaat 25,9% van de totale oppervlakte van de powiat.

## Demografie
In deze gemeente woont 13,2% van de totale bevolking van de powiat.

## Plaatsen zonder de statussołectwo
Borzyszkowo, Czarnolas, Darłowiec, Dąbkowice, Dobiesław-Kolonia, Gleźnówko, Gorzebądz, Jeżyczki-Kolonia, Kępka, Kowalewiczki, Leśnica, Nowy Kraków, Różkowo, Słowinko, Spławie, Trzmielewo, Zagórzyn, Zakrzewo Dolne, Zakrzewo Górne.

## Aangrenzende gemeenten
- Darłowo (miejska), Malechowo, Postomino en Sławno (powiat Sławieński)
- Mielno en Sianów (powiat Koszaliński)